# Goffernik kreci
Goffernik kreci (Thomomys talpoides) – gatunek ssaka podrodziny Geomyinae (Dipodomyinae) w obrębie rodziny gofferowatych (Geomyidae).

## Zasięg występowania
Goffernik kreci występuje w Ameryce Północnej zamieszkując w zależności od podgatunku:

- T. talpoides talpoides – północno-środkowa Montana, Stany Zjednoczone i północno-wschodnia Alberta, Saskatchewan i Manitoba, Kanada.
- T. talpoides aequalidens – południowo-wschodni Waszyngton i przyległe części Idaho, Stany Zjednoczone.
- T. talpoides agrestis – południowo-środkowe Kolorado, Stany Zjednoczone.
- T. talpoides andersoni – południowo-wschodnia Alberta, Kanada.
- T. talpoides attenuatus – południowo-wschodni Wyoming i przyległe części Kolorado, Stany Zjednoczone.
- T. talpoides bridgeri – południowo-wschodnie Idaho, rozciągające się ze wschodu i południa do zachodniego Wyoming, Stany Zjednoczone.
- T. talpoides bullatus – wschodnia Montana, rozciągająca się na Dakotę Północną i Kolorado, Stany Zjednoczone oraz Saskatchewan, Kanada.
- T. talpoides caryi – północno-środkowe Wyoming, Stany Zjednoczone.
- T. talpoides cheyennensis – północno-wschodnie Wyoming i przyległe części Nebraski, Stany Zjednoczone.
- T. talpoides cognatus – południowo-wschodnia Kolumbia Brytyjska, Kanada.
- T. talpoides columbianus – południowo-centralny Waszyngton i przyległe części Oregonu, Stany Zjednoczone.
- T. talpoides devexus – środkowo-wschodni Waszyngton, Stany Zjednoczone.
- T. talpoides douglasii – zachodni Waszyngton, Stany Zjednoczone.
- T. talpoides durranti – zachodnio-środkowe Kolorado rozciągające się aż do Utah, z odrębnymi populacjami w południowo-wschodnim Utah, Stany Zjednoczone.
- T. talpoides falcifer – środkowa Nevada, Stany Zjednoczone.
- T. talpoides fisheri – północno-wschodnia Kalifornia rozciągająca się do zachodniej Nevady, Stany Zjednoczone.
- T. talpoides fossor – południowo-zachodnie Kolorado do północnego Nowego Meksyku, z odrębnymi populacjami na granicy Arizony i Nowego Meksyku, Stany Zjednoczone.
- T. talpoides fuscus – środkowe Idaho do północno-środkowego Waszyngtonu, Stany Zjednoczone i południowa Kolumbia Brytyjska, Kanada.
- T. talpoides gracilis – północno-wschodnia Nevada i przyległe części Utah rozciągające się na południowy zachód do środkowej Nevady, Stany Zjednoczone.
- T. talpoides immunis – południowo-środkowy Waszyngton, Stany Zjednoczone.
- T. talpoides incensus – południowa Kolumbia Brytyjska, Kanada.
- T. talpoides kaibabensis – północnej Arizonie, Stany Zjednoczone.
- T. talpoides kelloggi – południowo-środkowa Montana, Stany Zjednoczone.
- T. talpoides levisi – południowo-środkowe Utah i przyległe części Arizony, Stany Zjednoczone.
- T. talpoides limosus – południowo-środkowy Waszyngton i przyległe części Oregonu, Stany Zjednoczone.
- T. talpoides loringi – południowo-środkowa Alberta, Kanada.
- T. talpoides macrotis – północno-środkowe Kolorado, Stany Zjednoczone.
- T. talpoides medius – południowo-wschodnia Kolumbia Brytyjska, Kanada.
- T. talpoides meritus – północno-zachodnie Kolorado i przyległe części Wyoming, Stany Zjednoczone.
- T. talpoides monoensis – zachodnio-środkowa Nevada i przyległe części Kalifornii, Stany Zjednoczone.
- T. talpoides moorei – środkowe Utah, Stany Zjednoczone.
- T. talpoides nebulosus – zachodnia Dakota Południowa i przyległe części Wyoming, Stany Zjednoczone.
- T. talpoides ocius – północno-zachodnie Kolorado i przyległe części Utah i Wyoming, Stany Zjednoczone.
- T. talpoides oquirrhensis – północno-środkowe Utah, Stany Zjednoczone.
- T. talpoides parowanensis – południowo-zachodnie Utah, Stany Zjednoczone.
- T. talpoides pierreicolus – zachodnia Dakota Południowa i przyległe części Montany, Wyoming i Nebraski, Stany Zjednoczone.
- T. talpoides pryori – południowo-środkowa Montana, Stany Zjednoczone.
- T. talpoides quadratus – wschodni Oregon i przyległe części Idaho, Nevadą i Kalifornią, Stany Zjednoczone.
- T. talpoides ravus – północno-wschodnie Utah, Stany Zjednoczone.
- T. talpoides relicinus – południowo-środkowe Idaho, Stany Zjednoczone.
- T. talpoides retrorsus – środkowo-wschodnie Kolorado, Stany Zjednoczone.
- T. talpoides rostralis – środkowe Kolorado i sąsiednie części Wyoming, Stany Zjednoczone.
- T. talpoides rufescens – Dakota Północna i przyległe części Dakoty Południowej i Minnesoty, Stany Zjednoczone oraz Manitoba i Saskatchewan, Kanada.
- T. talpoides saturatus – północne Idaho i przyległe części Montany, Stany Zjednoczone i Kolumbia Brytyjska, Kanada.
- T. talpoides segregatus – południowo-wschodnia Kolumbia Brytyjska, Kanada.
- T. talpoides shawi – południowo-środkowy Waszyngton, Stany Zjednoczone.
- T. talpoides taylori – północno-zachodni Nowy Meksyk, Stany Zjednoczone.
- T. talpoides tenellus – północno-zachodnie Wyoming i przyległe części Montany, Stany Zjednoczone.
- T. talpoides trivialis – środkowa Montana, Stany Zjednoczone.
- T. talpoides uinta – północno-wschodnie Utah, Stany Zjednoczone.
- T. talpoides wallowa – północno-wschodni Oregon i przyległe części Waszyngtonu, Stany Zjednoczone.
- T. talpoides wasatchensis – północno-wschodnie Utah, Stany Zjednoczone.
- T. talpoides whitmani – południowo-wschodni Waszyngton, Stany Zjednoczone.
- T. talpoides yakimensis – południowo-środkowy Waszyngton, Stany Zjednoczone.

## Taksonomia
Gatunek po raz pierwszy naukowo opisał w 1828 roku szkocki przyrodnik John Richardson nadając mu nazwę Cricetus talpoides. Holotyp pochodził z obszaru w pobliżu Fort Carlton (Carlton House) nad rzeką Saskatchewan, w prowincji Saskatchewan, w Kanadzie.
T. talpoides należy do podrodzaju Thomomys. Ww wcześniejszych ujęciach systematycznych takson ten obejmował T. clusius i T. idahoensis jako podgatunki. Autorzy Illustrated Checklist of the Mammals of the World rozpoznają pięćdziesiąt cztery podgatunki.

### Etymologia
- Thomomys: gr. θωμος thōmos „sterta, stos”; μυς mus, μυός muos „mysz”[61].
- talpoides: rodzaj Talpa Linnaeus, 1758 (kret); gr. -οιδης -oidēs „przypominający”[62].
- aequalidens: łac. aequalis „równy, parzysty”[63]; dens, dentis „ząb”[64].
- agrestis: łac. agrestis „należący do pól, polny, wiejski”, od ager, agri „pole”[63].
- attenuatus: łac. attenuatus „skrócony, cienki”, od attenuare „skrócić”, od tenuis „cienki”[63].
- bridgeri: Fort Bridger, Wyoming, Stany Zjednoczone[13].
- bullatus: łac. bullatus „nadmuchany, nadęty, nabity”, od bulla „gwóźdź, ćwiek”[63].
- caryi: Merrit Cary (1880–1918), amerykański zoolog[16].
- cheyennensis: hrabstwo Cheyenne, Nebraska, Stany Zjednoczone[35].
- cognatus: łac. cognatus „związany z, połączony, podobny”, od nasci, natus „urodzić się”[63].
- columbianus: rzeka Kolumbia (ang. Columbia River), Kanada/Stany Zjednoczone[18].
- devexus: łac. devexus „pochylony, spadek”, od deveho „schodzić”[65].
- douglasii: David Douglas (1799–1834), szkocki botanik, zbieracz roślin hunter w Ameryce Północnej w latach 1824-1833 i na Hawajach w 1834 roku[66].
- durranti: Stephen David Durrant (1902–1975), amerykański teriolog[38].
- falcifer: łac. falcifer „sierpowaty”, od falx, falcis „sierp”; -fera „noszący”, od ferre „nosić”[63].
- fisheri: Walter Kenrick Fisher (1878–1953), amerykański zoolog, biolog ewolucyjny, ilustrator i malarz[11].
- fossor: łac. fossor „kopacz, górnik”, od fodio „kopać”[67].
- fuscus: łac. fuscus „brązowy, ciemny, ciemnego koloru, czarny”[63].
- gracilis: łac. gracilis lub gracilus „smukły, elegancki, cienki”[63].
- immunis: łac. immunis „bez darów”[68].
- incensus: łac. incensus „spalony, podpalony”, od incendo „palić się”[69].
- kaibabensis: Kaibab Plateau, Arizona, Stany Zjednoczone[24].
- kelloggii: Arthur Remington Kellogg (1892–1969), amerykański teriolog[70].
- levis: łac. levis „szybki”[63].
- limosus: łac. limosus „błotnisty”, od limus, limi „błoto, szlam”[63].
- loringi: John Alden Loring (1871–1947), amerykański zoolog, przyrodnik polowy, kolekcjoner z Ameryki Północnej w latach 1892–1897 i tropikalnej Afryki z lat 1909–1910[71].
- macrotis: gr. μακρωτης makrōtēs „długouchy”, od μακρος makros „długi”; -ωτις -ōtis „-uchy”, od ους ous, ωτος ōtos „ucho”[63].
- medius: łac. medius „pośredni, środkowy”[63].
- meritus: łac. meritus „godny, zasłużony”[72].
- monoensis: hrabstwo Mono, Kalifornia, Stany Zjednoczone[23].
- moorei: A.W. Moore (?–?), amerykański kolekcjoner[26].
- nebulosus: łac. nebulosus „mglisty, pochmurny, ciemny”, od nebula „chmura, mgła”[63].
- ocius: łac. ocior „szybszy”[73].
- oquirrhensis: góry Oquirrh, Utah, Stany Zjednoczone[45].
- parowanensis: góry Parowan, Utah, Stany Zjednoczone[25].
- pierreicolus: gleba Pierre; łac. -cola „mieszkaniec”, od colere „zamieszkiwać”[74].
- pryori: góry Pryor, Montana, Stany Zjednoczone[17].
- quadratus: łac. quadratus „kwadratowy”, od quadrare „zrobić kwadrat”, od quadrum „kwadrat”[63].
- ravus: łac. ravus „szarawy, szaro-żółty, śniady”[63].
- relicinus: łac. relicinus „wygięty”[48].
- retrorsus: łac. retroversus „zgięty”, od retro „tył, z tyłu”[75].
- rostralis: poźnołac. rostralis „z pyskiem, pyskowy”, od łac. rostrum „pysk”[76].
- rufescens: łac. rufescens, rufescentis „czerwonawy, rudawy”, od rufescere „być czerwonawym”, od rufus „czerwony”[63].
- saturatus: łac. saturatus „bogato ubarwiony, ciemno ubarwiony, intensywnie ubarwiony”, od satur, satura „bogaty, obfity”, od satis „wystarczający”[63].
- segregatus: łac. segregatus „odosobniony”, od segregare „oddzielić”, d grex, gregis „stado, trzoda”[63].
- shawi: William T. Shaw (1873–1948), amerykański zoolog[20].
- taylori: Mount Taylor, Nowy Meksyk, Stany Zjednoczone[52].
- tenellus: łac. tenellus „delikatny, nieco smukły”, od tener, teneri „delikatny”; przyrostek zdrabniający -ellus[63].
- trivialis: łac. trivialis „zwyczajny, zwykły”, od trivium „publiczna ulica, rozdroże”[63].
- uinta: góry Uinta, Utah, Stany Zjednoczone[12].
- wallowa: góry Wallowa, Oregon, Stany Zjednoczone[63].
- wasatchensis: hrabstwo Wasatch, Utah, Stany Zjednoczone[55].
- whitmani: Whitman Mission National Historic Site, hrabstwo Walla Walla, Washington, Stany Zjednoczone[56].
- yakimensis: hrabstwo Yakima, Washington, Stany Zjednoczone[39].

## Morfologia
Długość ciała (bez ogona) 110–190 mm, długość ogona 50–80 mm, długość tylnej stopy 25–35 mm; masa ciała  65–209 g.

## Ekologia
Występuje na terenach trawiastych, w rzadkich lasach do wysokości 4000 m n.p.m. Choć goffernik kreci żyje często na obszarach o srogich zimach, nie zapada w sen zimowy. W podziemnych komorach spichrzowych gromadzi duże zapasy korzeni i bulw, którymi się żywi w zimie.
Okres godowy przypada na wiosnę i po ciąży trwającej 18 dni samica rodzi do 10 młodych. Samice często bezpośrednio po porodzie zostają ponownie zapłodnione i już kilka dni po zaprzestaniu karmienia mlekiem pierwszego miotu wydają na świat następny.